# Pivaloylchlorid
Pivaloylchlorid ist eine chemische Verbindung aus der Gruppe der Carbonsäurechloride.

## Gewinnung und Darstellung
Pivaloylchlorid kann durch verschiedene Synthesen gewonnen werden. So zum Beispiel durch das von Butlerow beschriebenen Verfahren, das in der Umsetzung von Pivalinsäure mit Phosphorpentachlorid nach der Reaktion besteht:
{\displaystyle {\ce {(CH3)3COOH + PCl5 -> (CH3)3CCOCl + POCl3 + HCl}}}
Da das Phosphoroxychlorid und das erhaltene Pivaloylchlorid Siedetemperaturen haben, die so nahe beieinander liegen (104–106 °C), dass es praktisch unmöglich ist, sie zu trennen, wurden Verbesserungen gesucht. Butlerow hat dem erhaltenen Reaktionsgemisch auch Kaliumpivalat zugesetzt, um Phosphoroxychlorid nach der Reaktion zu Phosphorpentoxid umzuwandeln:
{\displaystyle {\ce {3(CH3)3CCO2K + 2POCl3 -> 3(CH3)3CCOCl + P2O5 + 3KCl}}}
Andere Autoren (Bull. Soc. Chim. Fr., S. 350–351, 1939) haben in Anlehnung an dieses Verfahren vorgeschlagen, Pivaloylchlorid direkt in einer einzigen Reaktion von Natriumpivalat mit Phosphoroxychlorid gemäß der Reaktion herzustellen:
{\displaystyle {\ce {3(CH3)3CCO2Na + 2POCl3 -> 3(CH3)3CCOCl + P2O5 + 3NaCl}}}
Bei einem 25%igen molaren Überschuss an Natriumpivalat beträgt die molare Ausbeute an Pivaloylchlorid nur 81 % bezogen auf das eingesetzte Phosphoroxychlorid, was natürlich einen industriellen Prozess ausschließt, zumal der Preis für Natriumpivalat deutlich höher ist als der Preis für das gewünschte Pivaloylchlorid.
Es wurde der Vorschlag gemacht, anstelle von Phosphorpentachlorid Phosphortrichlorid zu verwenden, und zwar nach der Reaktion:
{\displaystyle {\ce {PCl3 + (CH3)3CCOOH -> (CH3)3CCOCl + H3PO3 + HCl}}}
Die gebildete Salzsäure wird kontinuierlich entfernt und das Pivaloylchlorid nach Abtrennung durch Absetzen der wertmäßig zurückgewinnbaren phosphorige Säure destillativ gereinigt. Die molare Ausbeute an Pivaloylchlorid liegt jedoch unter 90 %, bezogen auf die eingesetzte Pivalinsäure, und es ist sehr schwierig, die letzten Spuren der phosphorigen Säure (Reduktionsprodukt) zu entfernen, was die Verwendung von Pivaloylchlorid in bestimmten Synthesen ausschließt.
Eines der in der Literatur am häufigsten erwähnten Verfahren zur Synthese von Pivaloylchlorid ist die Verwendung von Thionylchlorid nach der Reaktion:
{\displaystyle {\ce {(CH3)3CCOOH + SOCl2 -> (CH3)3CCOCl + SO2 + HCl}}}
Die Reaktion wird im Allgemeinen in Gegenwart eines 20- bis 50-prozentigen molaren Überschusses an Thionylchlorid durchgeführt.
Unter diesen Bedingungen entstehen molare Ausbeuten an destilliertem Pivaloylchlorid, die nahe bei 90 % liegen. Die Zugabe von Katalysatoren, wie DMF, Pyridin oder N-Methylacetamid, ermöglicht es, die Reaktionskinetik zu erhöhen und die Selektivität zu verbessern (Rückgang des Anteils an Nebenprodukten, wie z. B. des Anhydrids).
Dieses Verfahren hat jedoch den Nachteil, dass ein Pivaloylchlorid entsteht, das Schwefel enthalten kann. Außerdem ist der Katalysator im Falle der Verwendung eines Katalysators schwer zu recyceln.
Pivaloylchlorid kann auch aus Phosgen nach der folgenden Reaktion gewonnen werden:
{\displaystyle {\ce {(CH3)3CCO2H + COCl2 -> (CH3)3CCOCl + HCl + CO2}}}
oder alternativ durch Carbonylierung von tert-Butylchlorid in Gegenwart von Katalysatoren, wie Aluminiumchlorid oder Eisen(III)-chlorid, nach der Reaktion:
{\displaystyle {\ce {(CH3)3CCl + CO -> (CH3)3COCl}}}

## Eigenschaften
Pivaloylchlorid ist eine farblose Flüssigkeit mit stechendem Geruch, die sich in Wasser und bei Erhitzung zersetzt.

## Verwendung
Pivaloylchlorid wird als weit verbreitetes N-Acylierungsmittel für Amine, Schiffsche Basen und Pyrrolidinone sowie O-Acylierungsmittel für Alkohole, Lactone und Saccharide verwendet.